# TAP Air Portugal
A TAP Air Portugal, MHIH foi criada a 14 de março de 1945, com o nome "Transportes Aéreos Portugueses" e é a companhia aérea de bandeira portuguesa, com sede em Lisboa e hub no Aeroporto Humberto Delgado, em Lisboa, Portugal. A companhia aérea nacional é membro integrante da Star Alliance.
Através do seu hub em Lisboa, plataforma privilegiada de acesso na Europa, na encruzilhada com África, América do Norte, Central e do Sul, a TAP é líder na operação entre a Europa e o Brasil. A rede TAP cobre 93 destinos em 36 países a nível mundial. Operando em média cerca de 2 500 voos por semana, a TAP dispõe de uma frota de 100 aeronaves: 78 aviões Airbus e 22 ao serviço da TAP Express, a marca comercial da companhia para a sua rede regional.
A TAP Air Portugal é avaliada com três estrelas no ranking Skytrax.

## História

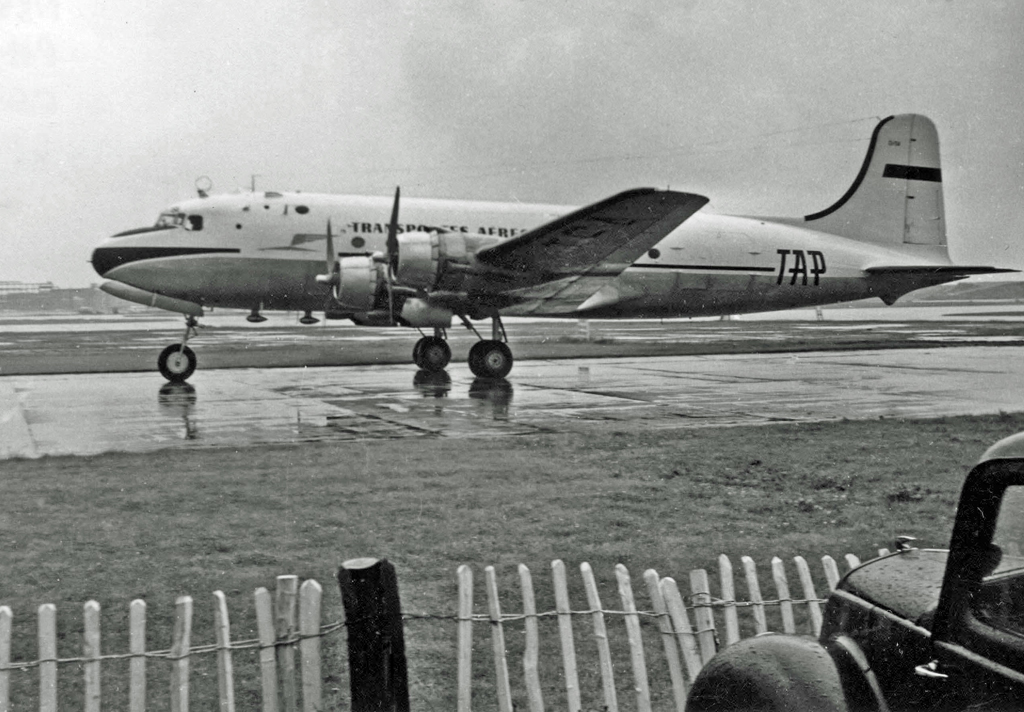
Douglas DC-4 da TAP a chegar ao Aeroporto de Heathrow, Londres, vindo de Lisboa, em 1954.

Os Transportes Aéreos Portugueses são fundados a 14 de março de 1945 por Ordem de Serviço de Humberto Delgado, então diretor do Secretariado da Aeronáutica Civil, sendo comprados os primeiros aviões ainda nesse ano, dois DC-3 Dakota. A 19 de setembro de 1946, é aberta a primeira linha comercial, entre Lisboa e Madrid e, a 31 de dezembro desse ano, é inaugurada a Linha Aérea Imperial, entre Lisboa, Luanda (na então colónia de Angola) e Lourenço Marques, anterior designação da cidade de Maputo (na então colónia de Moçambique), Portugal, com doze escalas e duração de 15 dias (ida e volta), sendo a mais extensa linha a nível mundial operada com os aviões bimotores.
A primeira linha doméstica, entre Lisboa e Porto, é aberta em 1947, no ano em que foram adquiridos aparelhos Douglas C-54 Skymaster. Em 1948, a TAP torna-se membro efetivo da IATA. e ocorre a abertura de voos para Paris, em França, e Sevilha, em Espanha. A ligação aérea para Londres, no Reino Unido da Grã-Bretanha e Irlanda do Norte, inicia-se em 1949; e para Casablanca e Tânger, em Marrocos, em 1953.
Em 1953 a TAP passa de serviço público a Sociedade Anónima de Responsabilidade Limitada (SARL), de maioria estatal. Dois anos mais tarde são adquiridos dois Super-Constellation, os primeiros aparelhos quadrimotores de longo curso da companhia, que permitem a redução da duração da viagem entre Lisboa e Lourenço Marques.

### Era do Jato

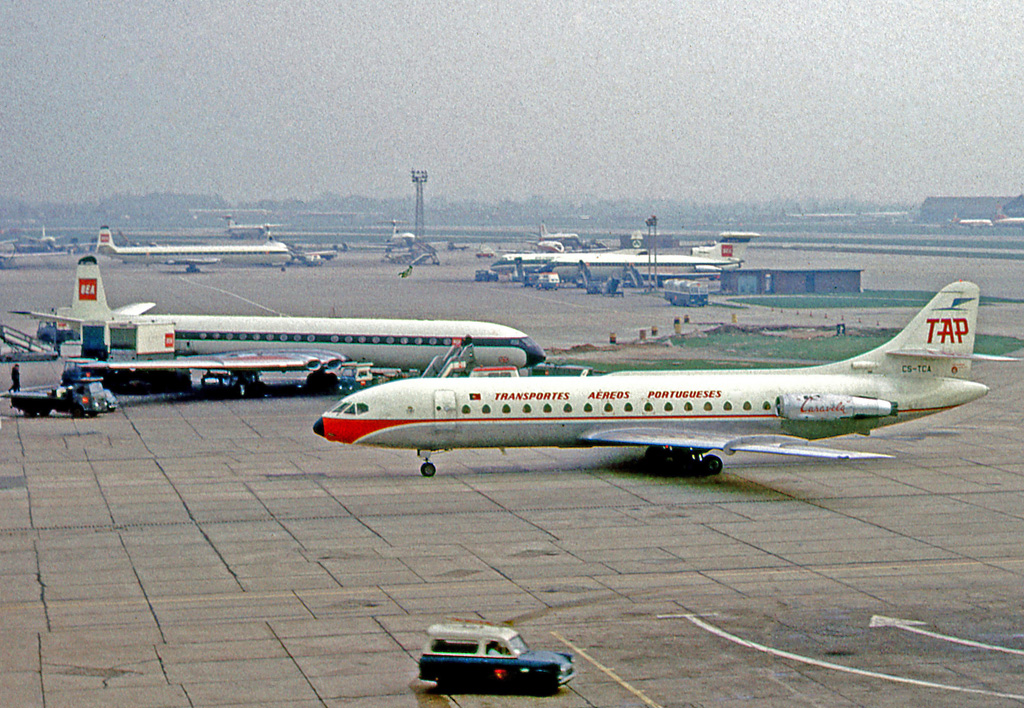
Sud Aviation Caravelle da TAP no Aeroporto de Heathrow, Londres, em 1966.

Em 1961, a TAP inaugura o "Voo da Amizade" entre Lisboa e o Rio de Janeiro, um serviço especial entre Portugal e Brasil, com escala no Sal e em Recife. no mesmo ano, realiza-se o voo inaugural que liga Lisboa a Goa, na Índia, com uma duração total de 19 horas e cinco escalas intermédias.
Em 1962, entra ao serviço da TAP o primeiro avião a jato, um Caravelle, que faz a ligação entre Lisboa e Madrid, em Espanha. Nesse mesmo ano, são iniciadas as ligações para Las Palmas, nas Canárias, também em Espanha, e para a ilha de Santa Maria, nos Açores; e, no ano seguinte, para Genebra, na Suíça, e para Munique e Frankfurt, na Alemanha Ocidental. Em 1964, são inauguradas as rotas para o Funchal, na Madeira, e para Bissau, na Guiné Portuguesa.
Em 1965, chega à TAP o primeiro Boeing: o B707. Dois anos mais tarde, chega o B727.
A 17 de junho de 1966, é inaugurada a linha para o Rio de Janeiro, celebrando a chegada a Guanabara do hidroavião Santa Cruz, de Sacadura Cabral e Gago Coutinho, em 1922, na primeira travessia aérea do Atlântico Sul. Ainda nesse ano é aberta a linha para Nova Iorque.[carece de fontes?]
A partir de 1967, a TAP passa a ser a primeira companhia aérea europeia a operar exclusivamente com aviões a jato. Dois anos depois, são criados os Transportes Aéreos Continentais (TAC), uma subsidiária da TAP destinada ao serviço de táxi aéreo.[carece de fontes?] Na década de 1970, são iniciadas novas linhas comerciais, como a linha de Montreal, no Canadá, e Ponta Delgada e ilha Terceira, nos Açores, em 1971.
Em 1975, a companhia aérea é nacionalizada, passando a ser uma empresa pública. Quatro anos mais tarde, a companhia passa a chamar-se TAP Air Portugal, a 3 de setembro é feita Membro-Honorário da Ordem do Infante D. Henrique e, no ano seguinte, em 1980, é adotada uma nova imagem, resultando num novo logótipo, novas decorações dos aviões e novas fardas.

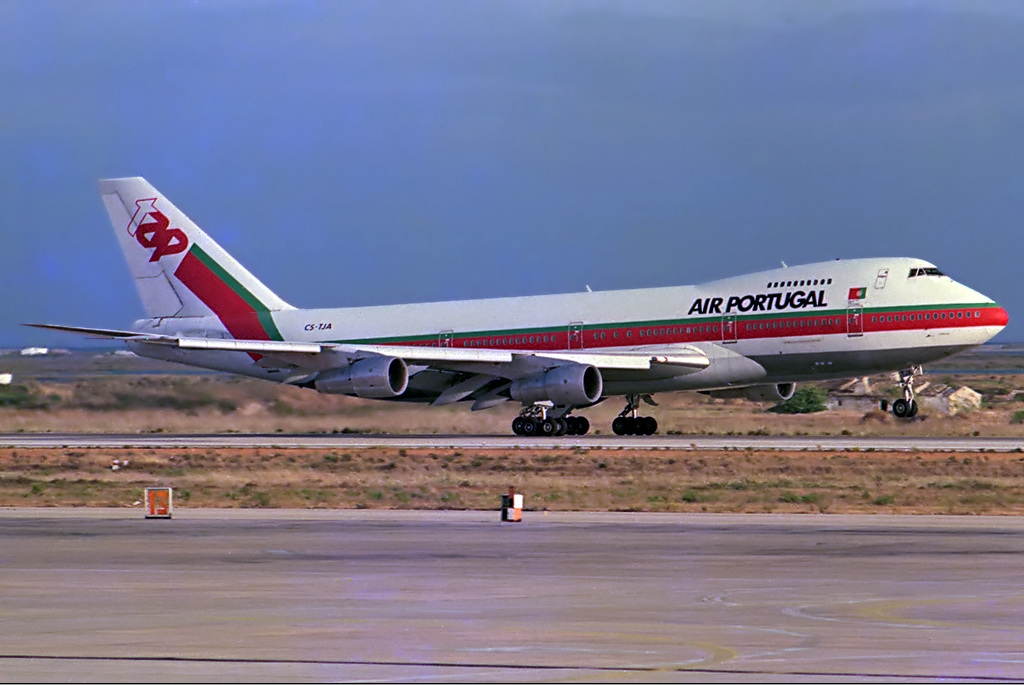
Boeing 747–282B da TAP no Aeroporto Internacional de Faro em 1985.

Durante as décadas de 1980 e 1990, são prolongadas e criadas novas linhas comerciais: o prolongamento da linha de Milão para Roma, em Itália, e a criação da linha para Barcelona, em Espanha, em 1980; a criação da linha Porto-Caracas, em 1985; e a criação das linhas do Aeroporto Francisco Sá Carneiro, no Porto, para Barcelona e para Basileia, na Suíça, em 1981.
A década de 1980 inicia-se de forma conturbada não só para a TAP, que regista prejuízos avultados, como para várias outras companhias aéreas, devido à concorrência desregulada dos charters e do aumento constante do custo do petróleo. Contudo, a TAP destaca-se na manutenção de aviões de outras companhias internacionais, sendo uma das mais conceituadas do mundo nessa matéria.[carece de fontes?]
Em 1984, constitui a operadora turística Air Portugal Tours[carece de fontes?] e em 1985 inaugura o Museu TAP. Ainda nesse ano, cria a Air Atlantis, empresa subsidiária para operações charter, e a Linhas Aéreas Regionais (LAR), que substitui os TAC.[carece de fontes?]
Em 1991, a TAP é transformada em Sociedade Anónima de Capitais Maioritariamente Públicos.[carece de fontes?] Em 1994, é lançado o "Plano Estratégico e de Saneamento Económico-Financeiro" para recuperação da empresa. Cinco anos mais tarde, é lançado o conjunto de orientações estratégicas para a TAP do futuro designado de "Modernização e Recuperação da TAP".
A década de 90 é também marcada pela renovação da frota da TAP. A TAP, que já operava o A310 da Airbus desde 1988, vê chegar os A320–200 em 1993 e, nos anos seguintes, os A340 e os A319.

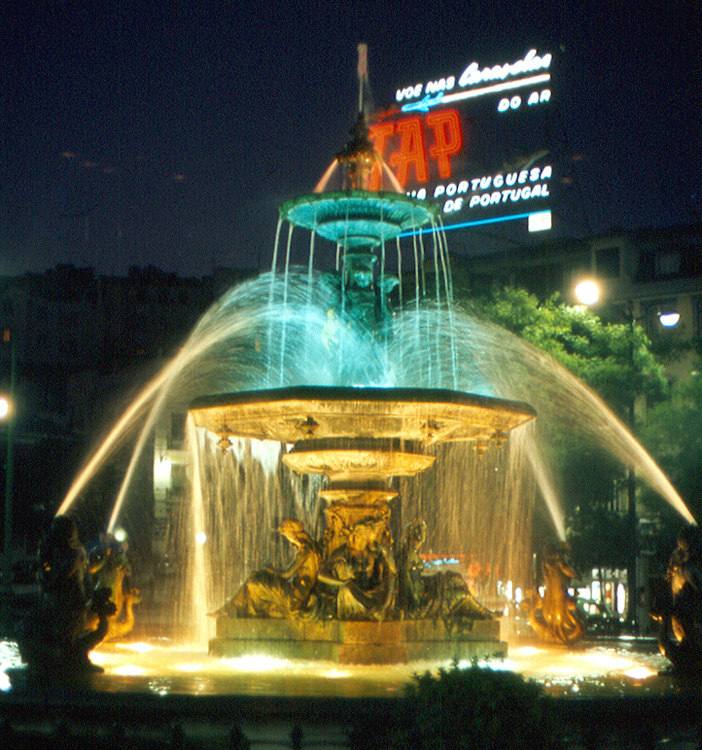
Outdoor publicitário alusivo à TAP na Praça do Rossio, Lisboa.

Entre 2000 e 2018, a TAP teve como seu Presidente o empresário brasileiro Fernando Pinto.
Em 2003, surge o Grupo TAP, tendo como holding a TAP SGPS, S.A. A recuperação económico-financeira iniciada na década anterior começa a apresentar resultados e a empresa apresenta pela primeira vez lucros em muitos anos.
Em 2005, ano da comemoração dos 60 anos da companhia, é alterada a imagem da empresa, sendo criado um novo logótipo e alterada a denominação para 'TAP Portugal', passando também a fazer parte da Star Alliance, a maior associação de companhias de aviação. No mesmo ano, nasce também o novo programa de passageiro frequente da companhia, o Programa Victoria.
Em 2006, a TAP assume o controlo da Varig Engenharia e Manutenção, o maior centro de manutenção da América do Sul e, em 2007, a integração operacional da TAP e da PGA é concretizada. No ano seguinte, nasce a revista de bordo UP.
Depois de tomar a decisão de subcontratar o seu sistema de serviço de passageiros em 2008, a TAP migrou os seus sistemas de reservas e inventário para o sistema Altéa, administrado pelo Amadeus. Antes da migração para o sistema Altéa, a TAP usava um sistema derivado da Delta Air Lines chamado de Tapmatic, usado desde 1972.

### Processo de Privatização
Em 2011, José Sócrates assumiu o compromisso de privatizar a TAP com a Troika.

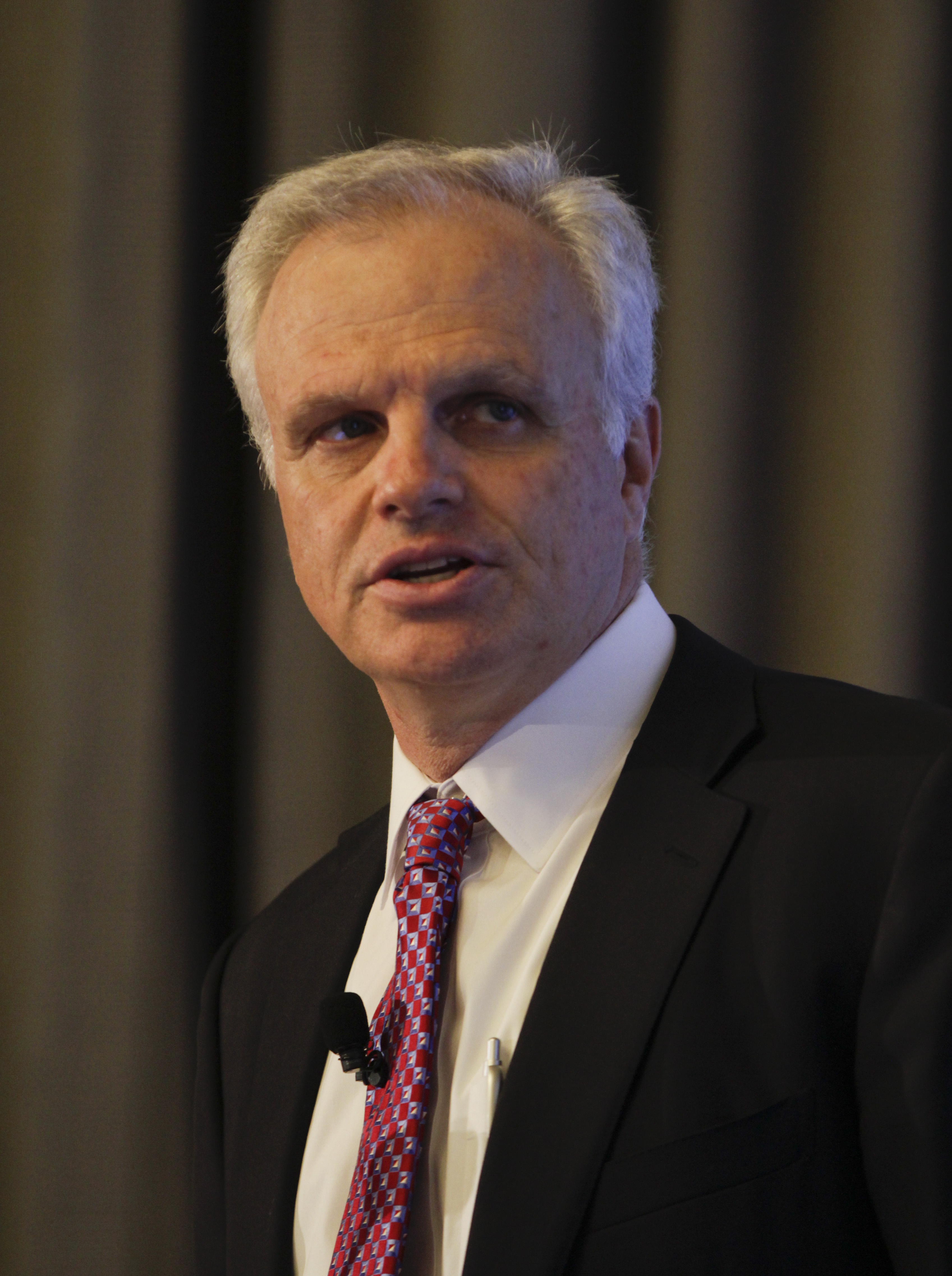
Entre 2015 e 2020, David Neeleman assumiu um papel preponderante na TAP.

Em 2012, a TAP esteve envolvida num processo de privatização em que o principal interessado, e único no fim do processo, foi o empresário Germán Efromovich. No dia 20 de dezembro, o Governo português decidiu adiar para 2013 a venda da TAP. Depois, ambas as partes concluíram que foi uma falha de comunicação que deitou por terra o negócio. Germán Efromovich garantiu que ía continuar interessado na privatização da TAP e o governo decidiu adiar o processo até 2014.
No dia 13 de novembro de 2014, o Governo anunciou a reabertura do processo de privatização. A forma de privatização seria realizada com a venda directa de 66% do capital da companhia aérea — sendo 61% da venda a investidores directos; 5% para os trabalhadores da TAP SGPS; os restantes 34% ficariam na posse do Governo durante dois anos. A data para a entrega das propostas de aquisição da empresa era o dia 15 de maio de 2015 e, neste dia, os interessados que apresentaram as suas foram David Neeleman, CEO da Azul Linhas Aéreas e da JetBlue Airways, juntamente com o empresário Português Humberto Pedrosa, Germán Efromovich, CEO da Avianca, e Miguel Pais do Amaral. Após uma primeira análise das propostas, Pais do Amaral seria excluído da corrida à privatização da TAP pois a sua "proposta não era vinculativa" e, assim sendo,"não cumpria um dos requisitos do caderno de encargos”.
Em junho de 2015, a TAP Air Portugal foi privatizada, passando a ser controlada pelo consórcio Atlantic Gateway, liderado por David Neeleman (fundador da norte-americana jetBlue Airways e dono da Azul Linhas Aéreas Brasileiras) e por Humberto Pedrosa (CEO do Grupo Barraqueiro). Em 2016, o novo governo português liderado por António Costa assinou um novo acordo com o consórcio até então detentor da maioria do capital, passando o Estado Português a deter 50% da empresa, ficando detidos 45% pela Atlantic Gateway e 5% pelos trabalhadores da TAP.

#### Pós-Privatização
Logo após a formalização da privatização em 2015, a TAP anunciou uma encomenda à Airbus de 53 aviões e assinou um acordo com a Airbus que garante que a TAP será a primeira companhia do mundo a operar os novos A330neo.
A 14 de janeiro de 2016 foi anunciada a mudança e consequente extinção comercial da marca PGA — Portugália Airlines, passando apenas a existir operacionalmente, ostentando a denominação comercial de TAP Express. Para além da Portugália, através dos aviões Embraer 190 e Embraer 195, a TAP Express é ainda operada pela White Airways, com aviões ATR-72.
Após as eleições legislativas realizadas a 4 de Outubro de 2015 e com a entrada em funções do novo governo liderado por António Costa, a 26 de Novembro de 2015, o novo governo PS, apoiado pelo BE e pela CDU (PCP e PEV), procedeu de imediato ao processo de "trazer de volta" a maioria do capital da TAP para o Estado Português. A 6 de fevereiro de 2016, o Governo assinou o acordo com o consórcio privado que detinha então a maioria das acções, de forma a que a companhia área voltasse a ser controlada maioritariamente pelo Estado. Para conseguir voltar a ter a maioria do capital acionista da TAP, o Estado Português pagou ao consórcio 1,9 milhões de euros. Assim, a estrutura accionista da empresa passou a ser controlada da seguinte forma: 50% pelo Estado Português, através da Parpública, 45% pelo consórcio privado Atlantic Gateway, e os restantes 5% continuam na posse dos colaboradores e funcionários da companhia.
Em 2017, Miguel Frasquilho, então presidente da Agência para o Investimento e Comércio Externo de Portugal (AICEP), foi escolhido para ser o Chairman da TAP. No mesmo ano, a 15 de agosto, foi anunciado que a TAP iria recuperar a designação TAP Air Portugal (designação utilizada entre 1979 e 2005). O regresso deste nome aconteceu a 14 de setembro e permite assim reforçar o posicionamento da companhia no continente americano.
Em 2024, com a alteração de Governo o ministro das Infraestruturas informou que a privatização da TAP aberto pelo anterior Governo não foi fechado pelo atual. Neste momento, este assunto encontra-se em avaliação.

#### Reestruturação da TAP
A TAP fechou o ano de 2019 com dívidas a ascender os 109 milhões de euros. Não só a TAP ficou marcada com esta dívida, como também vieram ao de cima prémios oferecidos aos Executivos de quantia alargada, mesmo com esta dívida. Estes prejuízos foram justificados pela TAP, pela Compra de Aviões (Renovação da Frota que decorre), e pelo Congestionamento que a cada dia cresce no Aeroporto Humberto Delgado.
Com a Pandemia de COVID-19, o tráfego aéreo reduziu-se em mais de 90% e as Companhias Aéreas afundaram. A TAP viu a sua dívida crescer, e o 1.º Trimestre de 2020 contou com uma dívida de 395 milhões de euros.
No dia 30 de setembro de 2020, Pedro Nuno Santos, Ministro das Infraestruturas português, declarou que "A TAP é do povo português para o bem e para o mal".

#### 2021 pacote de apoio
Como ministro, Pedro Nuno Santos estava por detrás do pacote de apoio de 3.200 milhões de euros para salvar a TAP Air Portugal. A TAP tinha-se encontrado em dificuldades económicas, que se agravaram ainda mais com a pandemia do Covid-19. O pacote de ajuda foi apresentado em 2021 e aprovado em Bruxelas no final do mesmo ano. Pedro Nuno Santos defende que a TAP é indispensável para a economia portuguesa. Os críticos rebatem que isso é incorreto, e que numa economia de mercado, outras companhias aéreas preencherão a lacuna deixada após um eventual fracasso da TAP. Acusam também Nuno Santos de fazer outras declarações incorretas na sua defesa da despesa pública na TAP. Como exemplo, eles citam a sua afirmação de que nenhum outro país europeu deixou a sua companhia aérea de bandeira falir. Esta alegação ignora, argumentam, o caso da Swissair e o da empresa belga Sabena, entre outros. Ainda, Pedro Nuno Santos dá a entender que a ajuda prestada à TAP é semelhante ao apoio dado por outros países às suas companhias aéreas durante a epidemia de COVID-19. Os seus opositores respondem que, quando comparado com o orçamento anual do Estado, o auxílio concedido à TAP é 4,1 vezes superior ao concedido a qualquer outra companhia aérea por qualquer outro país. E que, por exemplo, a Lufthansa já pagou o seu empréstimo, mas que de forma realista, a TAP nunca conseguirá reembolsar o auxílio que recebe.
Em 2021, o presidente do Conselho da Administração da TAP e colunista convidado da ECO, Miguel Frasquilho, escreveu num artigo que, segundo uma análise custo-benefício, concluiu que a TAP iria acrescentar 10 mil milhões de euros à economia portuguesa até 2030 caso fosse resgatada sempre que tal fosse necessário no futuro.

#### 2022 em diante
O governo, liderado pelo Partido Socialista, prometeu acabar com as injeções de capital na TAP após o ano de 2022, de acordo com o documento do Orçamento de Estado para 2022 que fora entregue pelos socialistas para ser debatido na Assembleia. Porém, tal promessa foi quebrada, visto que ao aproximar de 2023, o governo muda de ideias e assume que algumas injeções de capital tinham de ser executadas até 2024.

## Galardões
Na década de 1970, a TAP recebe a Medalha de Mérito Turístico, pelos serviços prestados ao turismo português, em 1970; é premiada com o troféu Publituris, que distingue a melhor companhia de aviação, em 1972, em 1973 e em 1974; e recebe do Presidente da República de Portugal António Ramalho Eanes o grau de Membro-Honorário da Ordem do Infante D. Henrique, a 3 de setembro de 1979.
Em 1985, a empresa é galardoada, no Rio de Janeiro, Brasil, com a Ordem de Mérito de Dom João VI, atribuída pela comunidade luso-brasileira; e, em 1994, é-lhe atribuído o prémio PTA — Portugal Turismo e Actualidade, pela revista Gente e Viagens.

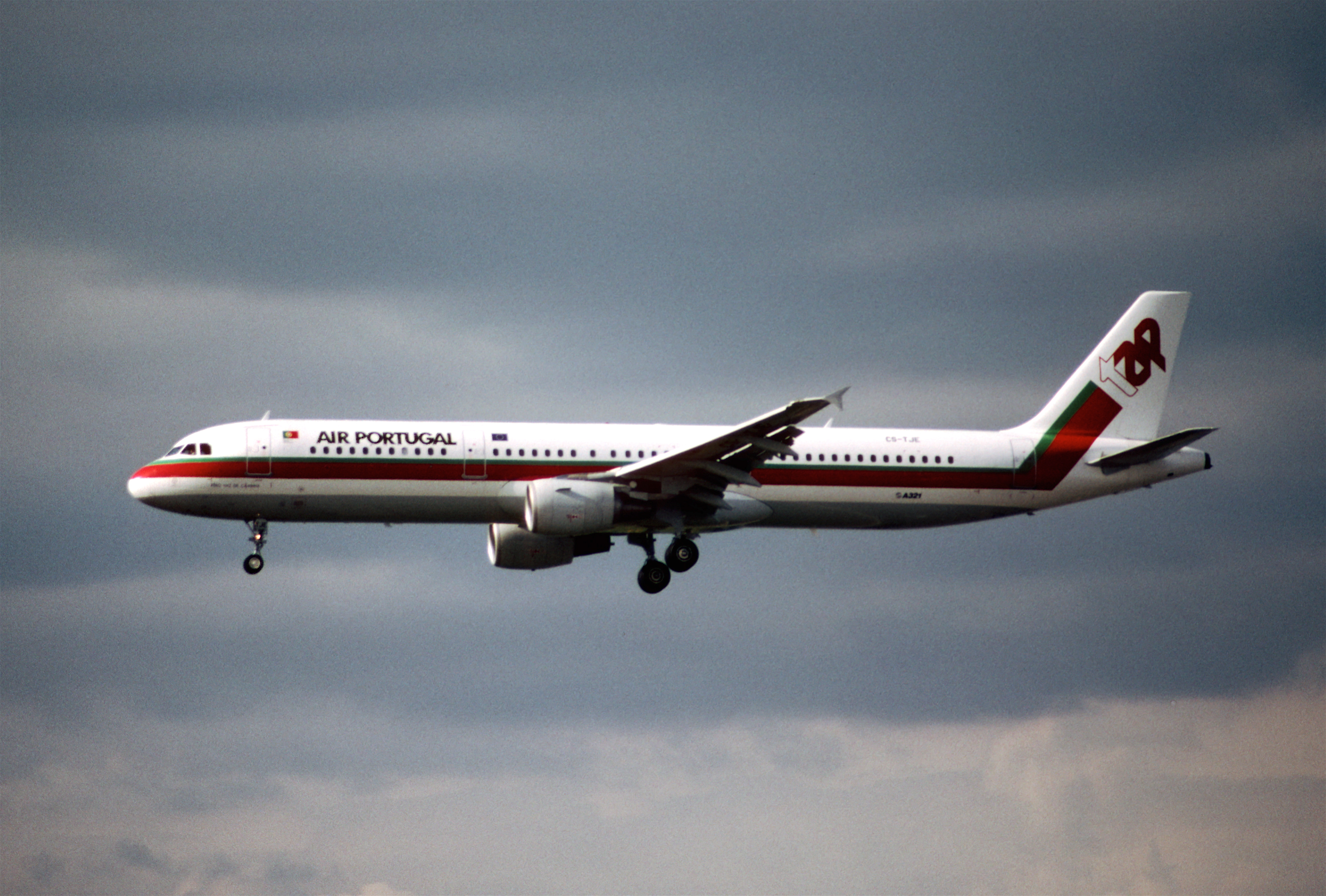
Airbus A321–200 na pintura antiga.

Em 2003, a Airbus atribui à TAP dois prémios: o de Maior utilização da frota A310 e de Excelência operacional da rota A310 entre 2001 e 2003.
Em 2004, a TAP é considerada Melhor Companhia Aérea pelo jornal do Trade Publituris, feito repetido nos cinco anos seguintes.
Em 2005, a "Atlantis", a revista de bordo da TAP, é premiada com o quarto lugar na categoria de Melhor Revista de Bordo, na 16.ª edição do concurso "Annual Avion Awards", organizado pela 'Associação Mundial de Entretenimento das Companhias Aéreas'.
Em 2006, o "Programa Victoria", o programa de milhagem da TAP, é premiado pelos "Freddie Awards" como O Melhor do Ano; e a nova imagem da empresa é distinguida com o prémio Melhor Branding e Melhor Re-branding.
Em 2007, a TAP é considerada a décima Companhia Aérea Mais Segura do Mundo pela edição japonesa da revista Newsweek.
Em 2008, a TAP é considerada a Companhia Aérea do Ano, no âmbito dos prémios "Os 10 Mais do Turismo de 2007"; é galardoada com o Prémio empresa mais familiarmente responsável; e, a revista 'Fórum Empresarial', classifica a TAP como a Maior Empresa Portuguesa de Serviços
Em 2009, a TAP é reconhecida pela sua política exemplar na igualdade entre homens e mulheres, nos prémios "Igualdade é Qualidade" da Comissão para a Igualdade no Trabalho e no Emprego; e pela excepcional utilização da frota A320, pela Airbus, que lhe atribui o prémio A320 Family Operational Award. É ainda eleita, Companhia Aérea Líder Mundial para a América do Sul, na 16.ª edição dos World Travel Awards, que volta a ganhar nos dois anos seguintes; e ganha o prémio "Planeta Terra", atribuído pela UNESCO, em reconhecimento do Programa de Compensação de Emissões de CO2, lançado pela companhia. Ainda em 2009, a UP, revista de bordo da companhia aérea TAP, foi eleita como a melhor do mundo na sua categoria pelo site ucityguides, nos seus UWards 2009.
De acordo com o relatório de segurança aéreo, JACDEC, divulgado em janeiro de 2011, a TAP Air Portugal é classificada como a Mais Segura Companhia Aérea da Europa Ocidental e a Quarta Mais Segura Companhia Aérea do Mundo, ultrapassada apenas pelas companhias Qantas, Finnair e Air New Zealand. Ainda no mesmo ano, a TAP é eleita a Companhia Aérea Líder Mundial para África, pelos World Travel Awards; e é considerada, pela Global Traveler Magazine, como A Melhor Companhia Aérea da Europa.
Em 2023 a TAP foi considerada a Companhia Aérea mais segura da Europa (e 6ª no mundo), segundo a análise anual da Airline Ratings.

## Assuntos corporativos
Com início a 28 de fevereiro de 2011, a TAP começou a divulgar a sua campanha "TAP, de braços abertos", onde incluía o novo slogan da empresa. Nela, três cantores (a cantora brasileira Roberta de Sá, a cantora portuguesa Mariza e o cantor angolano Paulo Flores) atuaram num vídeo musical com a canção "De braços abertos", que mostrava funcionários da TAP. A inclusão dos três cantores destinava-se a realçar a proximidade entre as pessoas dos países lusófonos.
No final de 2018, a TAP lançou o seu novo hino "TAP é Portugal", que promove a música portuguesa pelo mundo. O hino junta nove artistas nacionais — Paulo Gonzo, Ana Moura, Cuca Roseta, David Carreira, Fernando Cunha, Nelson Freitas, Olavo Bilac, St. Dominics Gospel Choir e Xutos e Pontapés — e várias centenas de Colaboradores da TAP na promoção de Portugal além fronteiras. A música e letra são da autoria de João Pedro Mendonça e a produção é de Rui Fingers e José Vasconcelos.

## Serviços

### Programa de fidelização: TAP Miles&Go

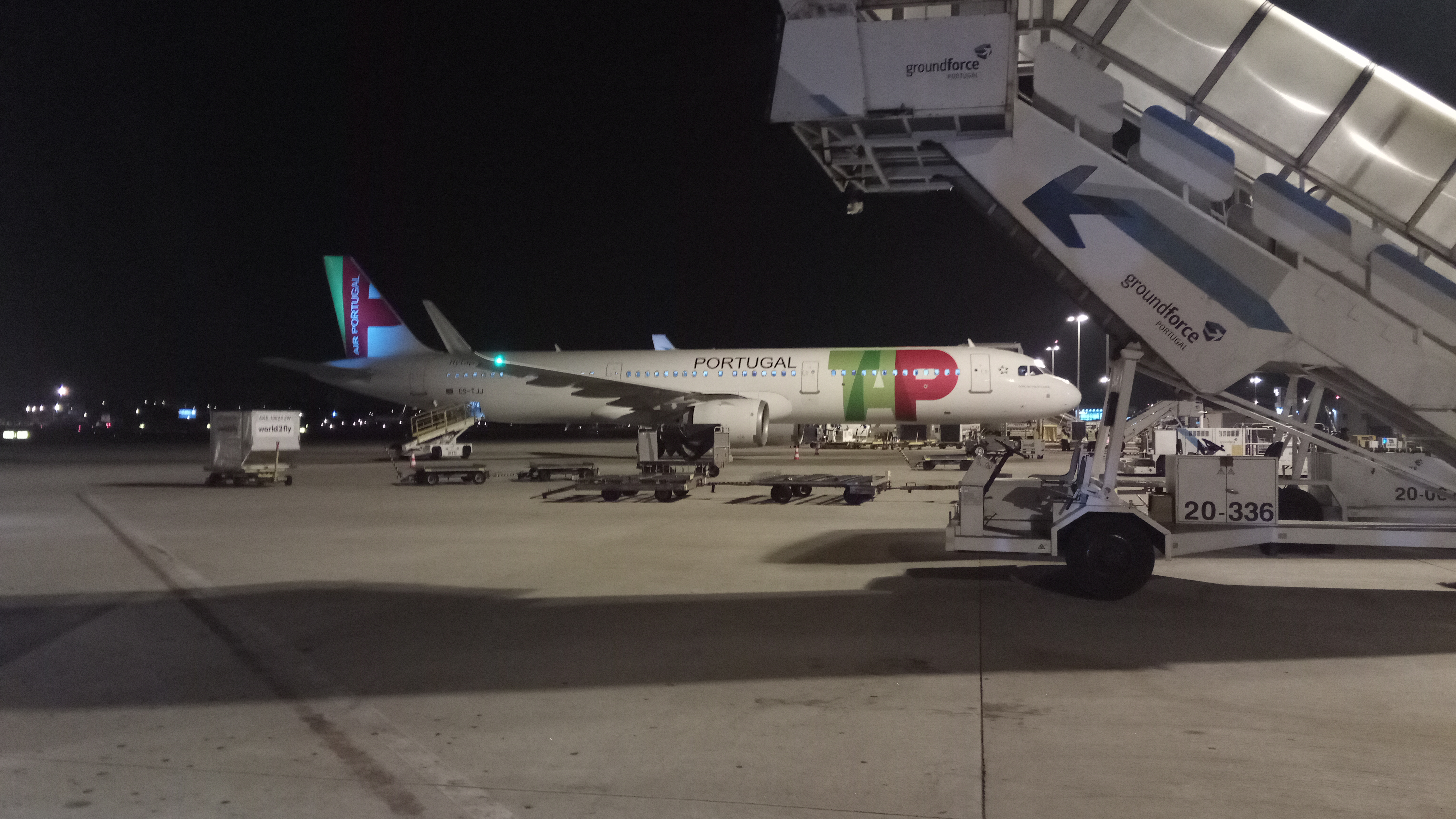
Airbus A321 Neo CS-TJJ da TAP, em agosto de 2021, no Aeroporto General Humberto Delgado em Lisboa.

É o programa de acumulação de milhas oferecido pela TAP Air Portugal, que presenteia os membros com milhas baseadas na distância percorrida, tarifa e classe. É possível acumular milhas dos parceiros da rede Star Alliance e de outros parceiros elegíveis. O programa TAP Miles&Go é de registo gratuito, e o programa encontra-se dividido em três níveis:
- TAP Miles&Go, o nível base, sem necessidade de acumulação de milhas.
- TAP Miles&Go Silver, (Star Alliance Silver), requer 30 000 mi status ou 25 segmentos de voo num ano.
- TAP Miles&Go Gold, (Star Alliance Gold), requer 70 000 mi status ou 50 segmentos de voo num ano.

## Destinos
A TAP Air Portugal tem uma rede de 93 destinos em 36 países, na Europa, África, Ásia, América do Norte e América do Sul. Alguns destinos domésticos, europeus e africanos são operados pela TAP Express.
A TAP Air Portugal é, em 2019, a companhia aérea europeia com mais destinos no Brasil (11), liderando ao nível do número de passageiros transportados entre este país e a Europa, quando comparada com as suas congéneres europeias, bem como com as brasileiras. É também a 3.ª maior companhia aérea europeia no que diz respeito à capacidade de transporte de passageiros para a América Latina.
A expansão na rede de destinos intercontinentais tem sido constrangida pela falta de espaço do Aeroporto da Portela em Lisboa combinado com a falta de uma adequada frota de longo curso e de nenhuma recente recapitalização da empresa (a última ocorreu há mais de 10 anos pelo governo português, apresentando atualmente mais de 400 milhões de euros de capitais negativos), devido a regras da União Europeia. Com o governo português e o antigo CEO da empresa, Fernando Pinto, a proporem uma urgente privatização da empresa, pode originar-se um aumento da frota da empresa e assim impulsionar as rentáveis operações de longo curso da mesma, assim como iniciar novas rotas. Em 2018, foi anunciado pelo Governo português um plano de expansão da capacidade aeroportuária de Lisboa.

### Acordos de partilha de voos (code-share)
A TAP Air Portugal inclui acordos code-share com as seguintes companhias:
| - Aegean Airlines - Aigle Azur - airBaltic - Air Canada - Air China - Air India - ANA All Nippon Airways - Austrian Airlines - Avianca - Azul Linhas Aéreas Brasileiras - Beijing Capital Airlines | - Brussels Airlines - Copa Airlines - Croatia Airlines - EgyptAir - El Al - Emirates - Etihad Airways - Ethiopian Airlines - Finnair (Oneworld) - Gol - ITA Airways (Skyteam) - JetBlue - LOT Polish Airlines | - Luxair - Lufthansa - S7 Airlines (Oneworld) - SATA Air Açores - Singapore Airlines - South African Airways - Swiss International Airlines - Thai Airways International - Turkish Airlines - Ukraine International Airlines - United Airlines - Volotea |

### Portugal Stopover

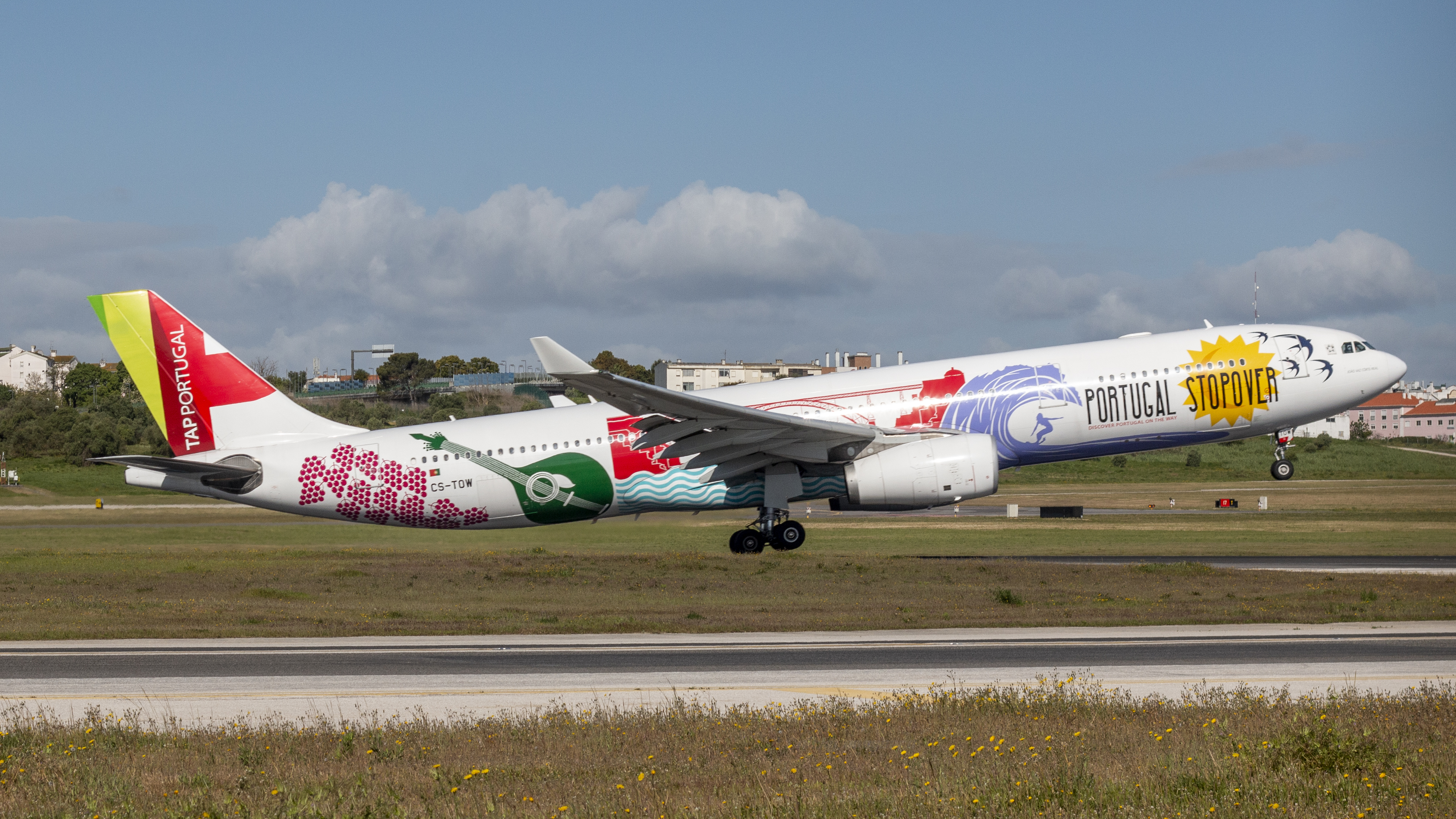
Airbus A330 da TAP com pintura Portugal Stopover.

Em 2016, a TAP lançou o programa Portugal Stopover, procurando oferecer aos clientes que visitam a Europa — vindos do Brasil e da América do Norte — a oportunidade de descobrir Portugal a meio caminho, com acesso a ofertas a preços exclusivos, fruto de parcerias com diversas entidades turísticas, um trabalho de cooperação essencial ao sucesso do programa. Foi possível à TAP, desta forma, atrair mais clientes e, ao mesmo tempo, promover Portugal enquanto destino turístico. Atualmente, qualquer passageiro, independentemente da origem ou destino, com escala em Lisboa ou no Porto, pode usufruir do programa.

### TAP Cargo
A TAP Air Portugal oferece um serviço de transporte de carga nos seus voos comerciais. Opera ainda as seguintes rotas:
- Aeroporto Francisco Sá Carneiro, Porto — Aeroporto de Heathrow, Londres, operado pela European Air Transport com um Boeing 757
- Aeroporto da Portela, Lisboa — Aeroporto de Colónia-Bonn, Colónia, operado pela MNG Airlines com um Airbus A300
- Aeroporto da Portela, Lisboa — Aeroporto de Bruxelas, operado pela Royal Jordanian com um Airbus A310–300
- Aeroporto de Dakar, Dakar

| Tipo de Avião | Avião       | Capacidade | Capacidade  |
| Tipo de Avião | Avião       | Massa (kg) | Volume (m³) |
| ------------- | ----------- | ---------- | ----------- |
| Widebody      | Airbus A330 | ~10 000    | 40          |
| Narrowbody    | Airbus A321 | ~3 200     | 12          |
| Narrowbody    | Airbus A320 | ~2 400     | 9           |
| Narrowbody    | Airbus A319 | ~800       | 3           |

A TAP Cargo opera ainda voos de carga não regulares entre Lisboa-Luanda e Porto-Luanda em regime de leasing ACMI (sigla referente a Aircraft, Crew, Maintenance, Insurance) sempre que a procura excede a oferta. Estes voos são normalmente operados com um Boeing 747–200F, fretados a outras companhias aéreas. A mais usada tem sido a americana Atlas Air. A rota mais rentável da TAP Cargo é Lisboa-Luanda, que regista invariavelmente uma ocupação de 100% e que apresenta as tarifas mais altas de toda a rede.

## Frota

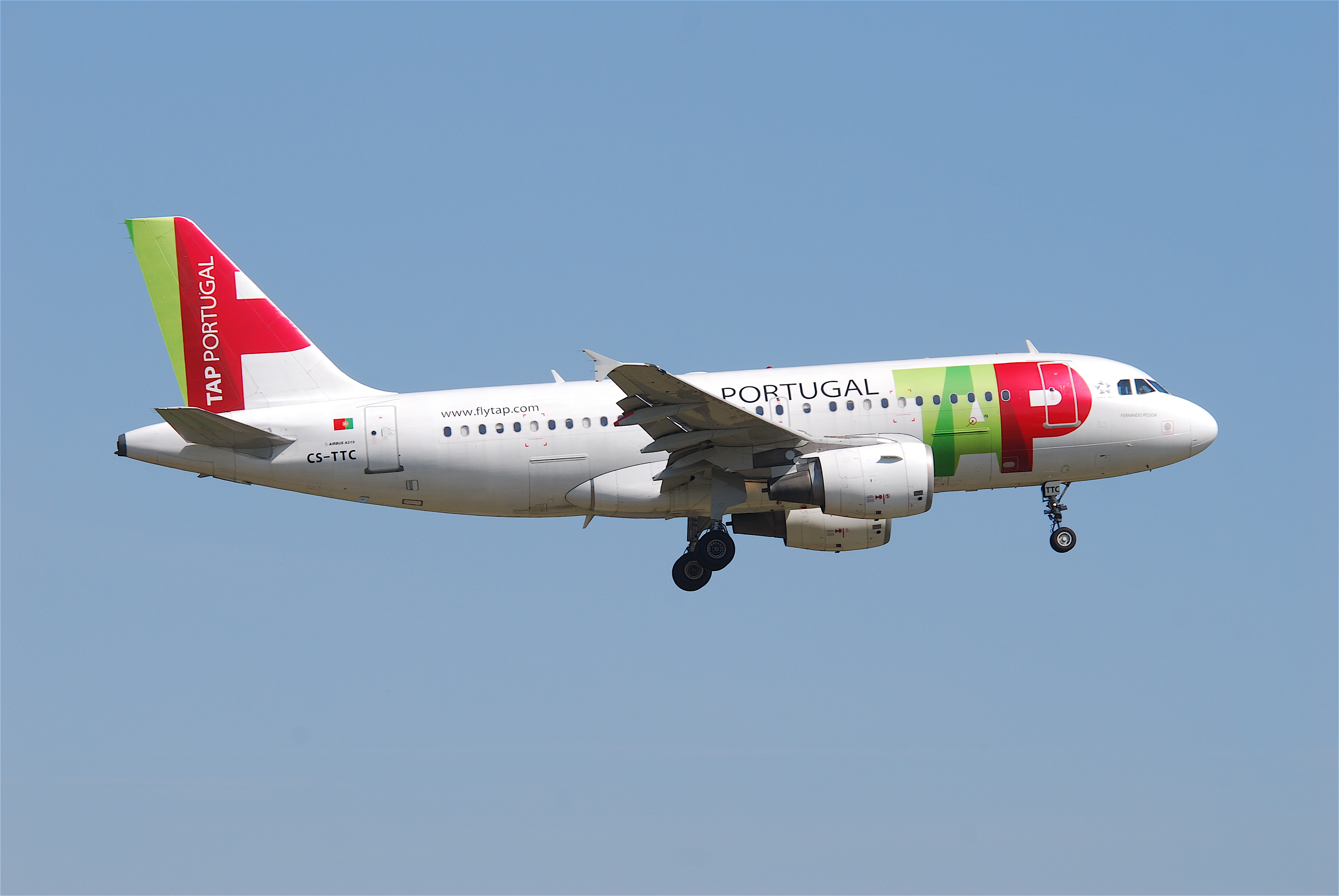
Airbus A319 da TAP Air Portugal.

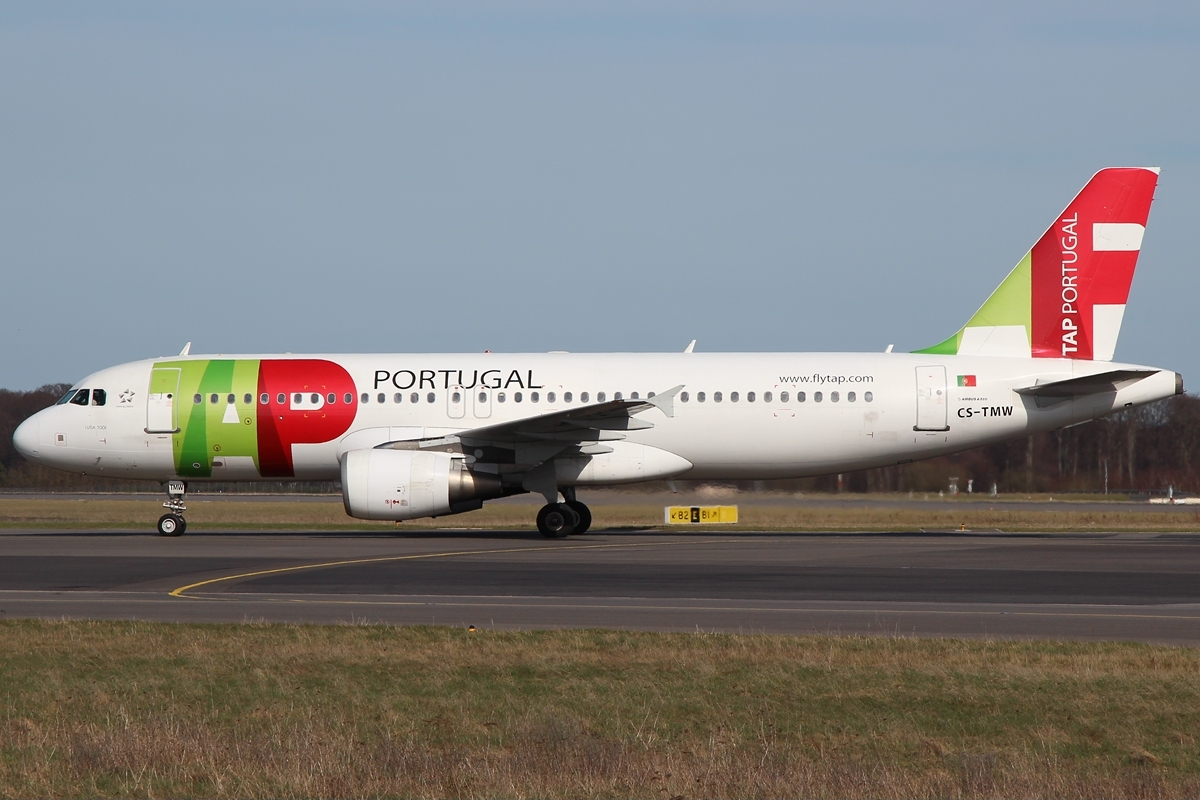
Airbus A320 da TAP Air Portugal.

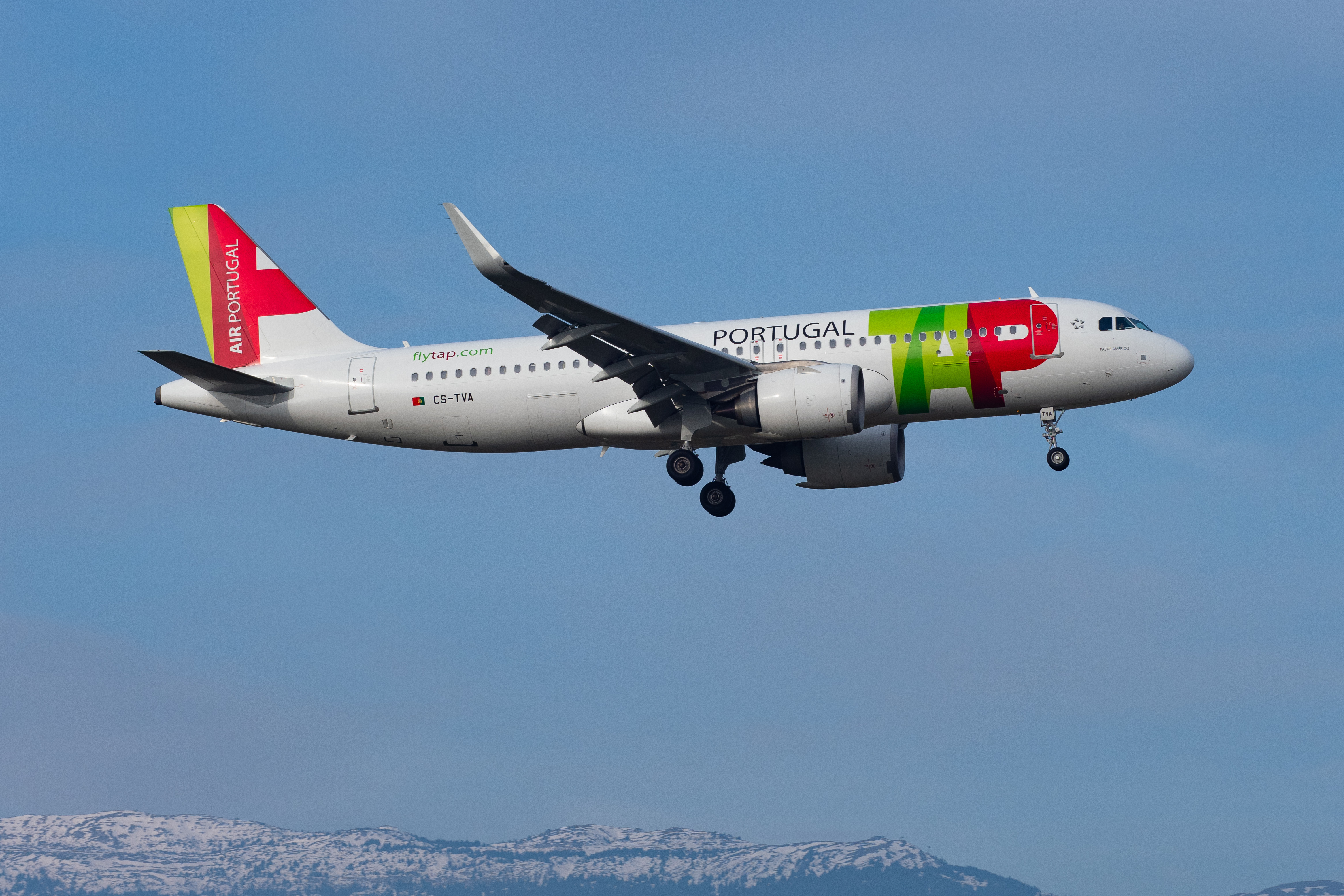
Airbus A320neo da TAP Air Portugal.

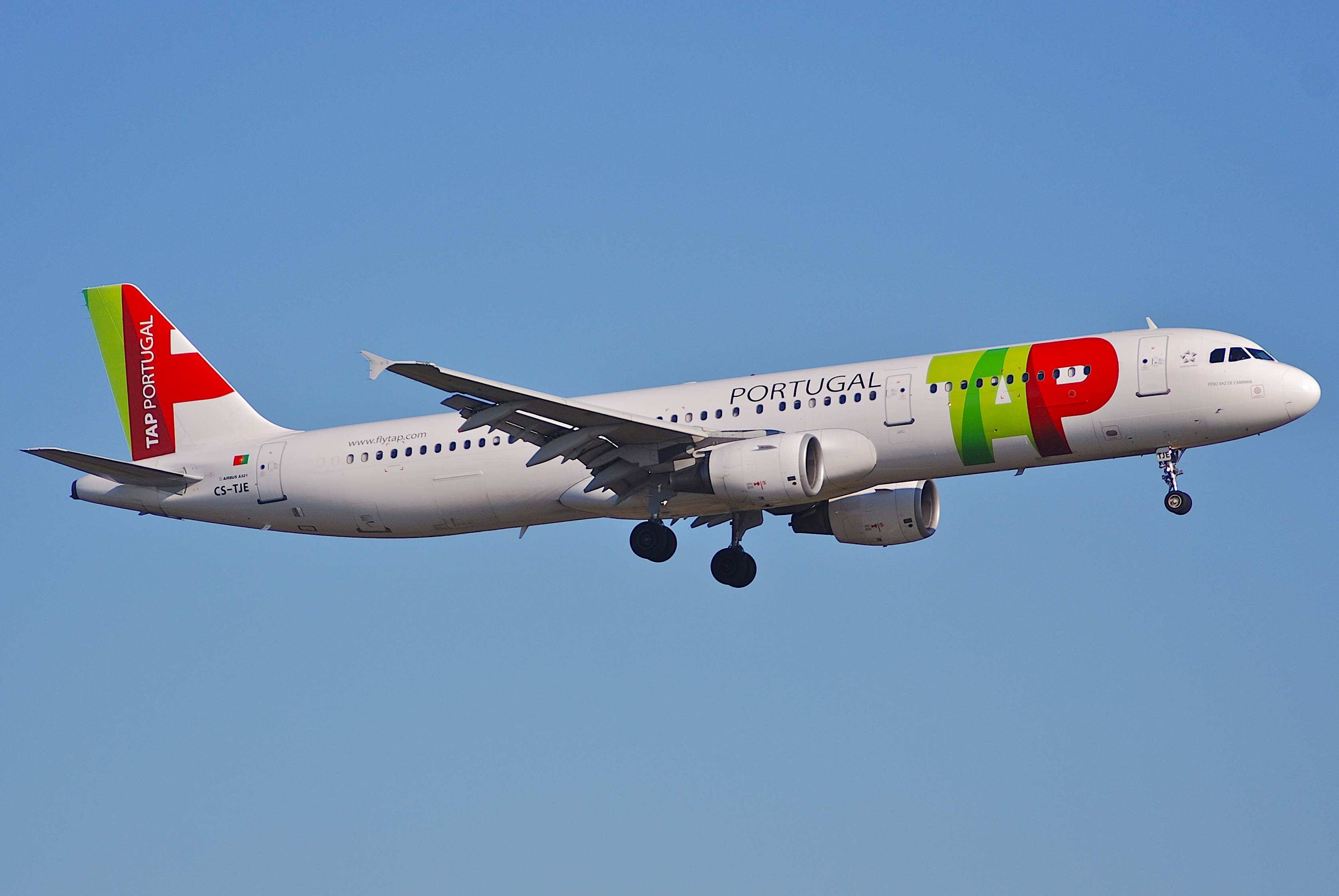
Airbus A321 da TAP Air Portugal.

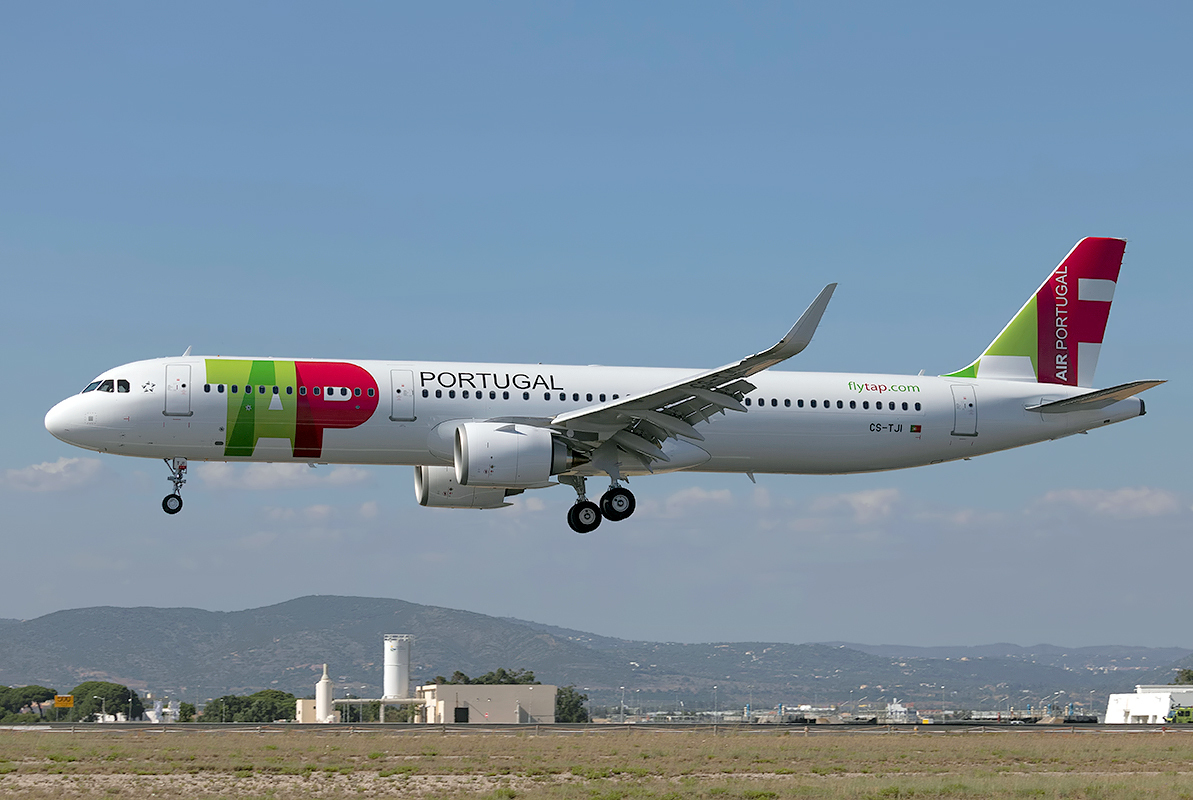
Airbus A321neo da TAP Air Portugal.

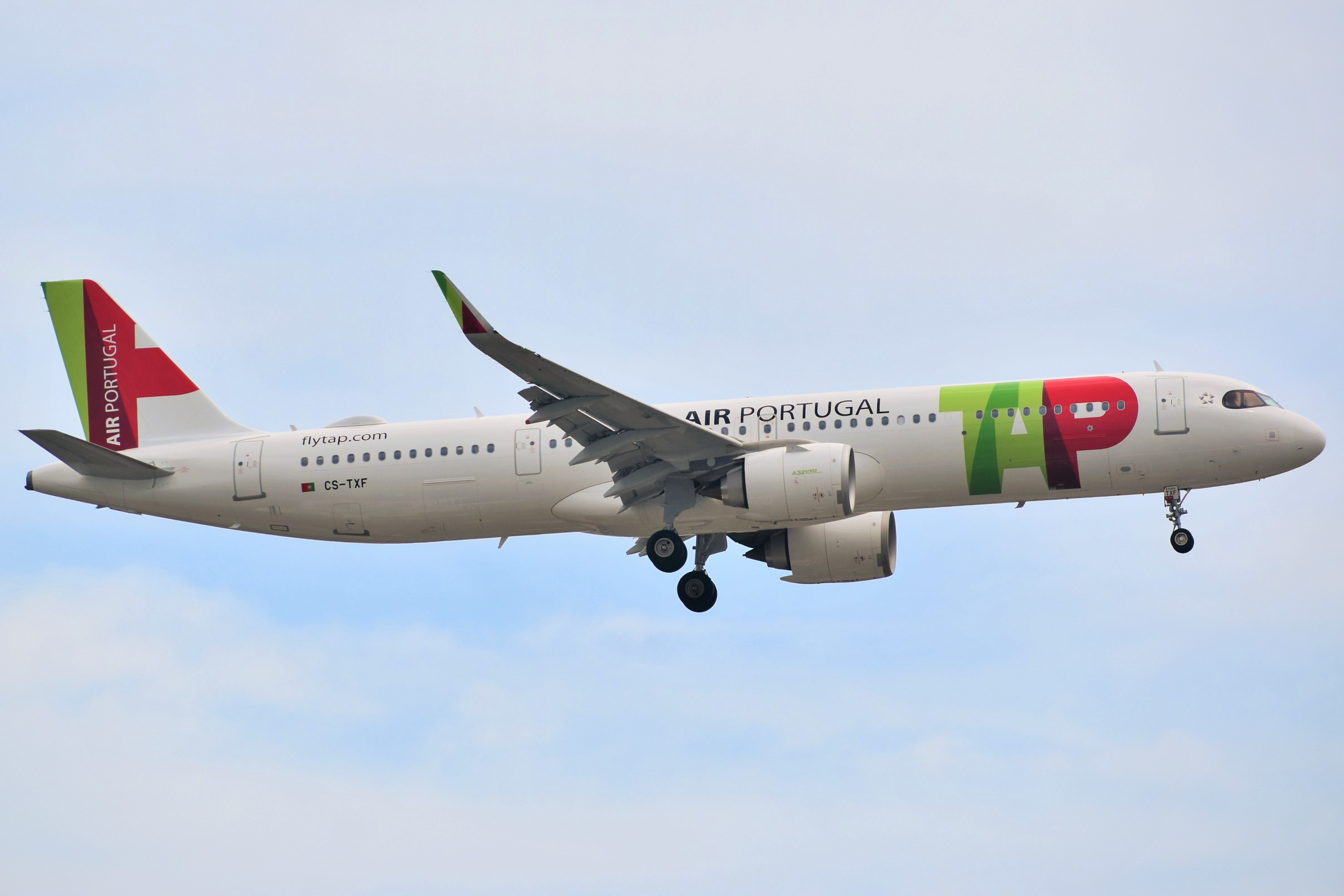
Airbus A321neo(LR) da TAP Air Portugal

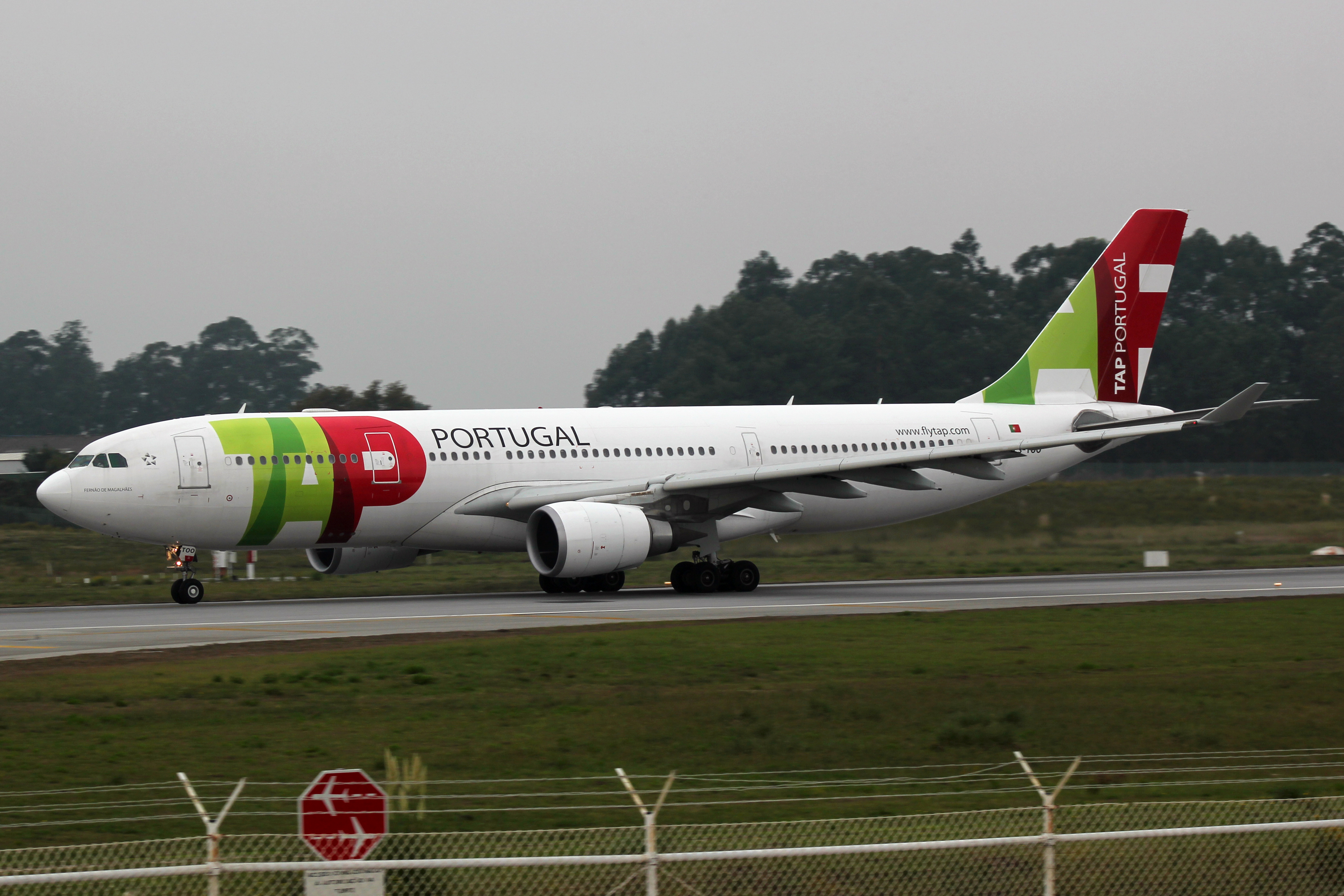
Airbus A330 da TAP Air Portugal.

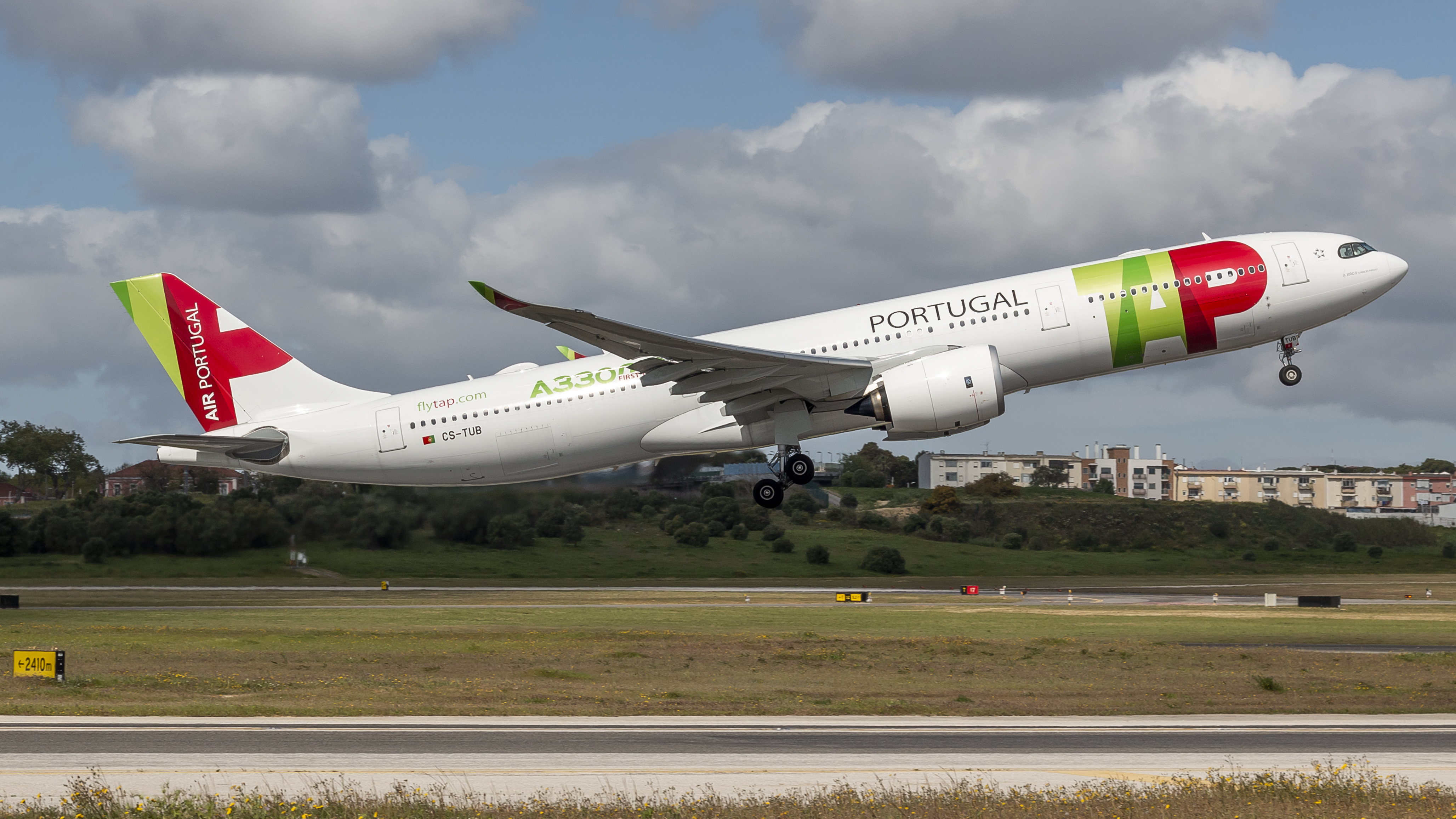
Airbus A330neo da TAP Air Portugal.

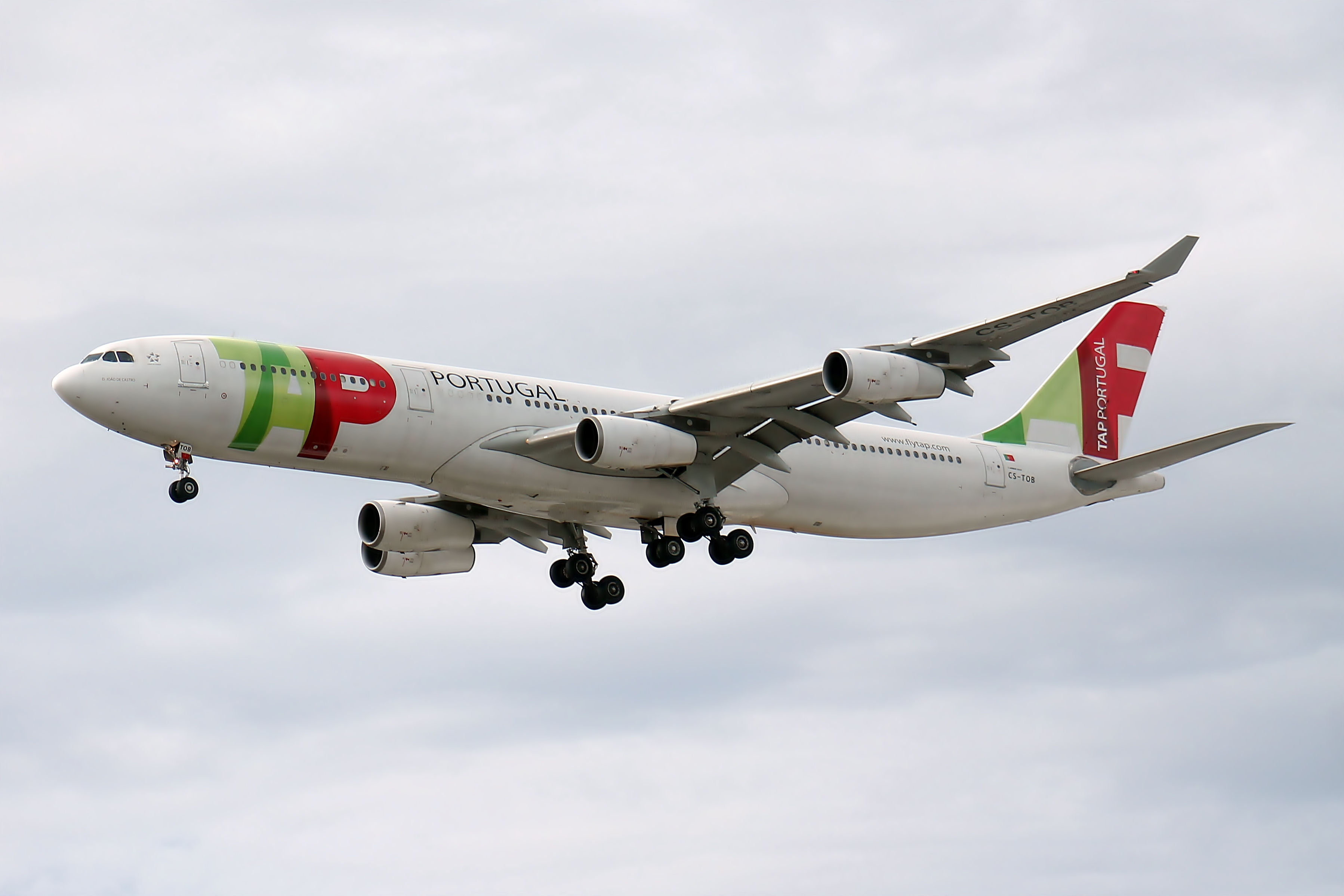
Airbus A340 da TAP Air Portugal.

A TAP Air Portugal anunciou em janeiro de 2016 a encomenda de 8 novos ATR 72–600 e 9 Embraer 190 e a criação da nova marca TAP Express, que substitui a marca PGA da Portugália Airlines. Também em janeiro, a TAP Air Portugal anunciou a encomenda de mais dois Airbus A330–200 para adicionar à sua família de fuselagem larga. A TAP Air Portugal é a primeira companhia aérea a voar com o Airbus A330neo, a mais recente versão da atual geração de jatos "wide-body". A aeronave, uma versão renovada e mais eficiente do A330 com novos motores Rolls-Royce Trent 7000, entrou ao serviço no final de 2018. Com matrícula CS-TUB, o avião batizado de "D. João II, Príncipe Perfeito" foi o primeiro do mundo a fazer um voo comercial. O voo inaugural, entre Lisboa e São Paulo, realizou-se no dia 15 de dezembro de 2018. Até 2025, deverão ser 71 as novas aeronaves da Companhia.
| Aeronave           | Quantidade | Ordens | J  | E+ | E   | Total | referências            |
| ------------------ | ---------- | ------ | -- | -- | --- | ----- | ---------------------- |
| Airbus A319-100    | 3          | -      |    |    | 144 | 144   |                        |
| Airbus A320-200    | 14         | -      |    |    | 174 | 174   |                        |
| Airbus A320Neo     | 15         | 10     |    |    | 174 | 174   |                        |
| Airbus A321-200    | 3          | -      | 12 | -  | 204 | 216   |                        |
| Airbus A321Neo     | 10         | 3      | 12 |    | 204 | 216   |                        |
| Airbus A321LR      | 13         |        | 16 | 48 | 107 | 171   |                        |
| Airbus A330-200    | 3          |        | 25 |    | 244 | 269   |                        |
| Airbus A330-900neo | 19         | 2      | 34 | 96 | 168 | 298   |                        |
| TAP EXPRESS        |            |        |    |    |     |       |                        |
| Embraer E-190      | 12         |        |    |    | 106 | 106   | Operado por Portugália |
| Embraer E-195      | 7          |        |    |    | 118 | 118   | Operado por Portugália |
|                    |            |        |    |    |     |       |                        |
| TOTAL              | 99         | 19     |    |    |     |       |                        |

### Desenvolvimento da frota
A TAP Air Portugal tem, por tradição, nomear os seus aviões em honra de Portugueses ilustres, que contribuíram, de alguma maneira, para a história e cultura Portuguesas.
Após a assinatura do contrato de venda da TAP Air Portugal entre a Parpública e o consórcio Atlantic Gateway, a TAP Air Portugal informou que irá proceder à renovação da sua frota com a encomenda de 53 novas aeronaves, sendo 14 A330–900 neo de longo curso,15 A320neo e 24 A321 neo, de médio curso.

### Renovação da frota
A renovação da sua frota é uma constante na companhia. Desde meados da década de 1990, a TAP tem-se empenhado nesse sentido, por forma a rentabilizar as suas aeronaves e oferecer novos destinos. Um acordo de compra com a Airbus previa a substituição integral da frota de A340 pelos futuros Airbus A350. Em novembro de 2007, o CEO da TAP assinou em Toulouse, com a Airbus, o contrato para a aquisição de 12 aviões A350 XWB, com opção para mais três unidades, e também uma carta de intenções para mais oito aviões da família A320. Este pedido foi cancelado no ano seguinte, devido às dificuldades económico-financeiras da empresa e à crise mundial, de onde se destaca o forte aumento do preço do petróleo. A companhia converteu assim a sua encomenda inicial dos A350, feita em dezembro de 2005, na encomenda do novo A330–900neo, e confirmou simultaneamente o aumento do número de aparelhos encomendados, de 10 para 12.
Aquando do processo de privatização, o novo dono, o consórcio Atlantic Gateway, tendo à frente David Neeleman e Humberto Pedrosa, anunciou a encomenda de novos aviões, num total de 53, nomeadamente o primeiro Airbus A330neo do mundo (o primeiro previsto para 2017, num total de 14) e o Airbus A321neo LR (num total de 39). Em relação aos A350, Neelman informou que contactou a Airbus para substituir a sua encomenda pelos A330neo.

### Aeronaves operadas
- Atualmente: Airbus A319–100, A320–200, A321–200, A330–200, A330neo, ATR 72–600 (operado pela White Airways), Embraer 190, Embraer 195 (operados pela Portugália Airlines), A320neo, A321neo, A330neo e A321LR.
- Antigamente: Airbus A310, Airbus A330–300, Douglas DC-3, DC-4, Embraer ERJ-145, Fokker 100,Lockheed L-1011 Tristar, L1049 Super Constellation, Sud Aviation Caravelle, Boeing 707, Boeing 727, Boeing 737, Boeing 747, Airbus A340–300.[41]

## Cabine

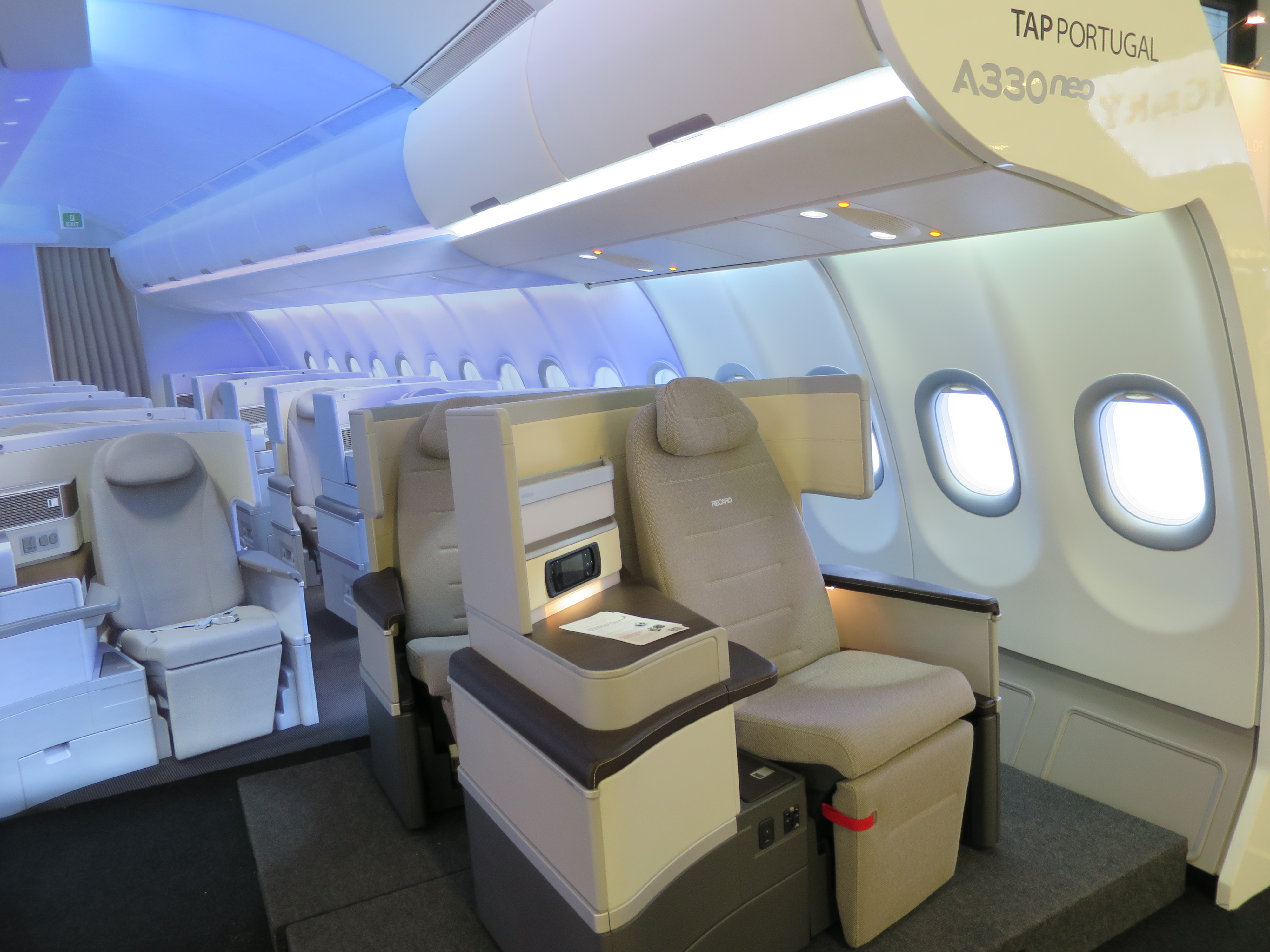
Cabine executiva de um Airbus A330neo da TAP, em exposição na ITB 2017

Os aviões de médio curso são divididos em duas classes: classe executiva (TAP Executive) e classe económica (TAP plus, TAP classic, TAP basic e TAP Discount). No longo curso, a TAP Air Portugal introduziu recentemente nos seus Airbus A330 a economy plus, que se diferencia da classe económica regular por ter mais espaço entre os lugares e maior reclinação.
A entrada do consórcio Atlantic Gateway como acionista da TAP Air Portugal pautava-se, entre outros objetivos, por adquirir novas aeronaves de médio e longo curso e pela modernização das cabines das já existentes.
Assim, em 2016 iniciaram-se os trabalhos de remodelação das cabines dos Airbus da família A320, que incluíram a instalação de novas cadeiras, criadas em parceria com empresas portuguesas. Na classe económica os novos assentos slim-line são já pré-reclinados, sendo que o passageiro dispõe de um maior espaço para as pernas. A classe executiva conta com suporte para tablets, bem como tomadas elétricas e portas USB para carregamento dos dispositivos. São servidas refeições a bordo em ambas as classes.
No longo curso, a TAP oferece 3 classes nos seus aviões A330 (económica, económica plus e executiva).
A classe económica possui uma configuração de assentos 2–4–2 e está equipada com ecrãs LCD individuais multitoque e um sistema de entretenimento completo. A classe executiva dos aviões Airbus A330 dispõe de novas cadeiras cama, totalmente reclináveis, com tomadas elétricas e USB, luz de leitura, auscultadores com cancelamento de ruído e espaços de arrumação individuais. Dispõe igualmente de um sistema de entrenimento a bordo de última geração.
A revista de bordo da TAP denominada "UP" está disponível a bordo, na internet (em upmagazine-tap.com), e conta ainda com uma aplicação gratuita para iPad.

## Acidentes e incidentes
Ordenados cronologicamente (do mais antigo para o mais recente), os incidentes e acidentes registados com aviões da TAP são:
- 27 de janeiro de 1948: Um Douglas C-47A-50–DL despenha-se no Monte da Caparica, Portugal, num voo de treino, falecendo os três ocupantes.[43]
- 10 de novembro de 1961: Um avião Lockheed L-1049G Super Constellation proveniente de Casablanca, Marrocos, com destino ao Aeroporto da Portela é desviado por 6 passageiros, opositores ao regime em vigor à data em Portugal, e é forçado a voar a baixa altitude em Lisboa, Barreiro, Setúbal, Beja e Faro para lançar panfletos incitando à revolta. Mais tarde, os sequestradores exigiram serem transportados para Tânger, Marrocos. Sem mortes a registar.[44]
- 19 de novembro de 1977: No voo 425 da TAP, o avião Boeing 727–282 despenha-se na aterragem no Aeroporto da Madeira, Funchal, com 164 pessoas a bordo, 131 das quais morreram, sendo o segundo pior acidente aéreo ocorrido em Portugal e o pior da história da TAP.
- 22 de outubro de 1978: Um pirata aéreo exige ser levado até Marrocos, num voo entre Lisboa e Funchal, tendo acabado por ser detido. Sem mortes a registar.[carece de fontes?]
- 6 de maio de 1980: Um pirata aéreo exige, durante um voo Lisboa-Faro, ser levado até Madrid, acabando por se render horas depois. Sem mortes a registar.[45]
- 21 de agosto de 2001: Um Airbus A310 da TAP é obrigado a efetuar uma manobra brusca para evitar a colisão com uma pequena aeronave. Trinta e quatro pessoas ficaram feridas, sem gravidade.[carece de fontes?]
- 1 de dezembro de 2001: Um Saab 2000 da companhia suíça Crossair encontra-se em fase de descolagem do Aeroporto de Zurique, Suíça, quando se atravessa no caminho um Airbus A319 da TAP, sendo o desastre evitado por muito pouco. Sem mortes a registar.[carece de fontes?]
- 21 de fevereiro de 2006: Um Airbus A340 da TAP aterra numa taxiway, pista utilizada pelos aviões para se deslocarem para o estacionamento junto da aerogare depois de aterrarem, do Aeroporto de Guarulhos, em São Paulo, Brasil, estando o piloto convencido de que se tratava de uma das pistas de serviço. Os passageiros não notaram qualquer anomalia e não houve mortes a registar.[46]
- 2 de abril de 2009: Um Airbus A340 da TAP, com destino a Lisboa, aterra de emergência depois de um dos quatro motores ter sido atingido por aves, logo após a descolagem do Aeroporto Internacional 4 de Fevereiro, em Luanda, Angola. Sem mortes a registar.[47]
- Na madrugada de 27 de outubro de 2013: O voo TP258 de Bamako para Lisboa com um Airbus A320, que transportava 108 passageiros a bordo foi forçado a aterrar no aeroporto de Casablanca, Marrocos, devido a uma emergência médica. O voo foi retomado horas mais tarde.[48]
- 9 de março de 2014: Um Airbus A330–200 da TAP (CS-TOM) saiu de Lisboa pelas 16h38 (TP011) com destino a Recife (Pernambuco, Brasil), mas foi divergido para o Aeroporto Internacional Amílcar Cabral na Ilha do Sal em Cabo Verde, devido a um derrame de óleo numa das turbinas. Os 271 passageiros foram retirados da aeronave em segurança e hospedados num hotel na ilha. Sem mortes a registar.
- 7 de maio de 2014: Um Airbus A330–200 da TAP (CS-TOF), com 259 passageiros e 11 tripulantes a bordo, fazia o voo TP060 quando, à descolagem do Aeroporto Internacional de Brasília, a aeronave embateu numa ave (que foi sugada pela turbina). O comandante aterrou logo de seguida, para ser feito um "check-up" ao Airbus, e os passageiros regressaram a Lisboa num outro voo, dois dias depois. Sem mortes a registar.
- 13 de junho de 2014: um Airbus A330–200 da TAP (CS-TOJ) proveniente de Manaus com destino a Lisboa e escala em Belém (Brasil) ficou preso no relvado do Aeroporto Internacional de Belém. Na altura havia chuva moderada, e a aeronave derrapou na altura de fazer uma das curvas do taxiway, fazendo com que o trem de aterragem dianteiro afundasse na relva. Os 115 passageiros foram imediatamente retirados da aeronave tendo retornado ao terminal em segurança. Quatro dias depois foram levados num outro voo da TAP para Lisboa. Sem mortes a registar.
- 15 de junho de 2014: Um Airbus A340–300 da TAP (CS-TOB) descolou do Aeroporto de Lisboa com destino a Luanda (TP289), quando a tripulação se apercebeu de um problema mecânico relacionado com a recolha do trem de aterragem. Após circular sobre a zona de Sesimbra, a sul de Lisboa, o avião aterrou em Lisboa novamente 31 minutos após a descolagem. Sem mortes a registar.
- 17 de junho de 2014: Um Airbus A330–200 (CS-TOH) da TAP sobrevoava o Oceano Atlântico, a meio caminho entre Lisboa e Brasília, quando surgiu no cockpit um sinal de aviso relacionado com uma anomalia num dos motores. Por decisão do Comandante, a aeronave regressou a Lisboa para ser examinada pela TAP Maintenance & Engineering. Os 203 passageiros foram hospedados num hotel no Vimeiro (a 60 km de Lisboa) visto não estarem disponíveis hotéis na zona de Lisboa. Os passageiros foram mais tarde enviados num outro voo da companhia. Sem mortes a registar.
- 9 de julho de 2014: Um Airbus A320 da TAP (CS-TQD) aterrou de emergência no Aeroporto Orly (Paris, França) num voo que fazia a ligação Lisboa-Amesterdão (TP668) devido a um problema de pressurização na cabine. Sem mortes a registar.
- 12 de julho de 2014: Após a descolagem de Lisboa (LIS), o Airbus A330–200 Fernão de Magalhães (CS-TOO), com 268 passageiros e 12 tripulante a bordo, com destino São Paulo, aterrou de emergência pouco depois da descolagem devido à quebra de partes internas de um dos dois motores General Electric. Embora o valente estrondo que se fez sentir na aeronave não houve qualquer incêndio na aeronave, como foi descrito por alguns passageiros. Algumas partes internas do motor em causa soltaram-se tendo provocado estragos em residências e viaturas na região de Camarate, Lisboa. A aeronave foi forçada a aterrar pouco mais de uma hora depois, após ter despejado combustível no Oceano Atlântico, para ser permitida uma aterragem segura. Sem feridos a registar.
- 15 de julho de 2014: Um Airbus A330–200 (CS-TOL) preparava-se para descolar do Aeroporto de Salvador (Bahia, Brasil), com rumo a Lisboa (TP021), quando a tripulação deu conta de uma avaria num dos motores. Os passageiros foram hospedados em hotéis da cidade até chegar uma nova válvula para o motor em questão e o avião estar pronto para voar. Quando as reparações tiveram fim, cerca de 9 horas depois, os passageiros retornaram a Lisboa no mesmo aparelho. Sem mortes a registar.
- 27 de julho de 2014: Um Airbus A340–300 da TAP (CS-TOC) preparava-se para descolar do Aeroporto Internacional de Maputo, Moçambique, com destino a Lisboa e 270 passageiros a bordo teve de abortar a descolagem quando a tripulação de apercebeu de uma avaria que afetava o sistema de navegação da aeronave. Os passageiros, hospedados em hotéis de Maputo, foram enviados num outro voo da companhia 2 dias depois. Sem mortes a registar.
- 29 de agosto de 2014: Após descolagem de Lisboa (LIS), o Airbus A340–300 de matrícula CS-TOA, com 270 pessoas a bordo, e com destino para Luanda, aterrou de emergência pouco depois da descolagem. Logo após a descolagem, a tripulação apercebeu-se de uma avaria no sistema hidráulico da aeronave, pelo que optou por retornar ao aeroporto de partida. A aeronave foi forçada a aterrar uma hora depois devido à necessidade de perder peso para que o trem de aterragem, movido e sustentado pelo sistema hidráulico, pudesse suportar a aterragem.Sem mortes a registar.
- 31 de agosto de 2014: Um Airbus A330–200 (CS-TOJ) que fazia um voo do Aeroporto Internacional de Guararapes (Recife) para o Aeroporto de Lisboa (TP016) foi obrigado a aterrar de emergência no Aeroporto de Sal (Cabo-Verde) devido a ter sido ativado um sensor que alerta para a presença de fumo no porão de carga. O problema que motivou o disparo do alarme teve a ver com uma avaria num dos sistemas eléctricos do avião, não tendo havido qualquer incêndio a bordo. Os 262 passageiros foram hospedados na cidade, tendo seguido na mesma aeronave para Lisboa no dia seguinte. Sem mortes a registar.
- 4 de setembro de 2019: Um Airbus A320–214 (CS-TNS), ao iniciar a corrida de descolagem 03 do Aeroporto de Lisboa, sofreu um estol de compressor num dos motores CFM56, tendo havido danos no motor. A descolagem foi de imediato abortada, e o avião retornou à posição de estacionamento.
- No dia 8 de abril de 2022, um Airbus A320-214 (CS-TNV), durante o pouso em condições de vento forte, o piloto sentiu alguma inclinação para a direita (o que significava que as rodas esquerdas ainda estavam no ar) após o pouso e decidiu abortar e fazer um go-around. O comandante moveu as alavancas de empuxo totalmente para frente (empuxo de decolagem e go-around selecionado (TOGA)), o que se desviou do procedimento do Manual de Operação da Tripulação de Voo (FCOM), que estipula, uma vez selecionados os thrust reversers, o pouso tem que ser concluído. Os thrust reversers do motor nº 2 foram retraídos e o motor nº 2 acelerou. Os thrust reversers do motor nº 1 não retrairam. O comandante sentiu dificuldades em controlar e atingir as capacidades máximas da aeronave, mas conseguiu recuperar o controle. A aeronave continuou a subida e a tripulação desligou o motor nº 1 para recuperar melhor controle da aeronave. A aeronave posteriormente pousou sem maiores ocorrências